# Pterapogon kauderni
Cá hồng y Banggai hay cá hồng y Kaudern (Danh pháp khoa học: Pterapogon kauderni) là một loài cá trong họ Apogonidae. Loài cá này chỉ được tìm thấy ở những khu vực nhỏ hẹp quanh đảo Banggai và đảo Sulawesi. 

## Đặc điểm
Đây là một loại cá cảnh biển có vẻ ngoài rất đặc biệt, toàn thân màu bạc với những đường kẻ sọc màu đen. Cơ thể của nó được bao phủ bằng những đốm nhỏ màu trắng và rất dễ nhận thấy những đốm này trên các vây lưng, vây hông, vây đuôi và vây hậu môn.
Cho chúng ăn có thể khá khó khăn khi mới thả vào bể. Chúng có thể khá cầu kỳ trong việc ăn uống và sẽ không ăn thức ăn vụn hoặc thức ăn viên. Cần bắt đầu bằng thức ăn cá sống hoặc đông lạnh và sau đó thử cho chúng ăn thức ăn vụn được làm giàu vitamin. Các loài được nuôi trồng trong bể sẽ dễ cho ăn hơn một chút. Có thể sẽ nuôi được nhiều con trong cùng một bể nếu chiếc bể đủ lớn. Nếu nhồi nhét nhiều con cá vào trong một cái bể nhỏ, chúng sẽ tranh giành nhau, đặc biệt khi một đôi đã hình thành.

## Sinh sản
Loài cá nhỏ này là một trong những loài cá biển dễ nhân giống nhất. Cá đực ấp trứng bằng miệng để tăng khả năng sống sót cho các con cá con. Việc nhân giống thành công khi đã chúng đã cặp đôi với nhau. Chúng sẽ đuổi bắt con cá Cardinal thứ ba cần di chuyển con cá thứ ba trước khi nó bị chèn ép cho đến chết.
Nếu chúng kết thúc việc đẻ trứng, bạn sẽ nhận thấy rằng miệng của con đực phồng ra ở phía hàm và đó không phải là nó đang ăn gì cả. Chúng sẽ thậm chí không ăn những loại thức ăn ưa thích nhất của mình! Con đực sẽ ấp trứng bằng miệng và sau đó nhả cá con ra sau khoảng 20 ngày hoặc lâu hơn một chút. Cá Banggai cardinal dường như kháng bệnh khá tốt Nuôi chúng trong bể cách ly cũng có thể tạo ra cơ hội để cho chúng ăn mà không bị những con cá khác tranh giành.